# Старобжеська-Кольонія
Старобжеська-Кольонія (пол. Starobrzeska Kolonia) — село в Польщі, у гміні Бжешць-Куявський Влоцлавського повіту Куявсько-Поморського воєводства.
Населення — 109 осіб (2011).
У 1975-1998 роках село належало до Влоцлавського воєводства.

## Демографія
Демографічна структура станом на 31 березня 2011 року:
|          | Загалом | Допрацездатний вік | Працездатний вік | Постпрацездатний вік |
| -------- | ------- | ------------------ | ---------------- | -------------------- |
| Чоловіки | 50      | 9                  | 37               | 4                    |
| Жінки    | 59      | 10                 | 37               | 12                   |
| Разом    | 109     | 19                 | 74               | 16                   |